# Simon Atumanos
Simon Atumanos (en grec Σίμων ὁ Ἀτυμάνος) est un religieux et lettré byzantin du XIVe siècle, rallié à l'Église latine et devenu un évêque de cette Église, mort à Rome entre 1383 et 1387.

## Biographie
Il était d'origine turque par son père (Ἀτυμάνος est une adaptation grecque d'Othman). D'abord moine du monastère du Stoudion à Constantinople, il tissa des liens avec Barlaam de Seminara, un Grec de Calabre, dans la capitale byzantine de 1327 environ à 1341, puis à l'occasion d'une mission en 1346/47, et farouche adversaire de Grégoire Palamas et de l'hésychasme. En 1348, Simon passe lui-même en Occident. Barlaam, évêque de Gerace, étant mort à Avignon le 1er juin de cette année-là, il est nommé à sa succession sur le siège calabrais par le pape Clément VI (23 juin). Le 27 avril 1366, il est transféré par Urbain V sur le poste d'archevêque de Thèbes (en Béotie), ville qu'il gagna à l'été 1367. Cette ville était alors la capitale de l'État latin nommé « duché d'Athènes », sous la coupe depuis 1311 de la Compagnie catalane. Le 25 juin 1374, Grégoire XI écrit à l'archevêque pour qu'il se joigne à une ambassade pontificale envoyée à Constantinople auprès de l'empereur Jean V (et spécialement recommandée au ministre Démétrios Cydonès). Le 11 avril 1373, Atumanos est fait citoyen de la république de Venise. 
En mai ou juin 1379, la ville de Thèbes tombe entre les mains d'une autre troupe de mercenaires occidentaux ennemis des Catalans, la Compagnie de Navarre. Dans une lettre adressée le 11 septembre 1380 au pape Urbain VI, le roi Pierre IV d'Aragon (qui portait alors le titre de duc d'Athènes) accuse l'archevêque d'avoir été l'instigateur de ce coup de force, à quoi il ajoute d'autres griefs virulents mais très flous. Toujours est-il qu'Atumanos ne dut pas s'entendre longtemps avec les Navarrais, car il quitte Thèbes pour Rome, où il se trouvait à l'automne 1381. Il y enseigne le grec au savant chanoine Raoul de Tongres. Le 29 mai 1383, le pape Urbain VI fait établir une lettre de mission pour l'archevêque, envoyé une fois encore en ambassade à Constantinople.
Simon Atumanos traduisit du grec en latin le traité De cohibenda ira de Plutarque. Cette traduction, conservée dans un manuscrit de la Bibliothèque capitulaire de Séville (cod. lat. 85-5-36), est précédée d'une dédicace au cardinal Pietro Corsini, datée du 20 janvier 1373, d'Avignon où l'archevêque était apparemment en visite. C'est la première traduction connue d'un texte de Plutarque à l'aube de la Renaissance. Dans une lettre adressée par Coluccio Salutati au même cardinal entre 1390 et 1396, le chancelier florentin évoque longuement cette traduction (dont il appelle l'auteur « vir multæ venerationis, Simon, archiepiscopus Thebanus ») ; il déplore sa piètre qualité du fait du manque de maîtrise du latin par le traducteur (semigræca translatio), et a entrepris, bien que ne sachant pas lui-même le grec, de la corriger.
Comme humaniste, Simon Atumanos a également été propriétaire d'un manuscrit de la bibliothèque Laurentienne (cod. gr. XXXII, 2), contenant des œuvres d'Hésiode, Sophocle et Euripide, qu'il a abondamment annotées en marge. Mais son entreprise la plus remarquable fut une Biblia Triglotta (latin-grec-hébreu). Il effectua ce travail en grande partie pendant son séjour à Thèbes, où il étudia l'hébreu biblique avec des membres de la petite communauté juive de la ville ; il produisit des traductions de textes hébreux de l'Ancien Testament en grec et en latin, et de textes grecs du Nouveau Testament en hébreu et en latin ; l'ouvrage fut dédié au pape Urbain VI. Ce fut la première entreprise de ce genre, un siècle et demi avant la Bible polyglotte d'Alcalá. Il n'en reste qu'un seul manuscrit, en grande partie autographe, contenant une partie de la version grecque de l'Ancien Testament, et conservé à la bibliothèque Marcienne (cod. gr. VII) ; il a appartenu au cardinal Bessarion.